# نوکوآلوفا
نوکوآلوفا (به انگلیسی: Nukuʻalofa) پایتخت کشور تونگا است. 

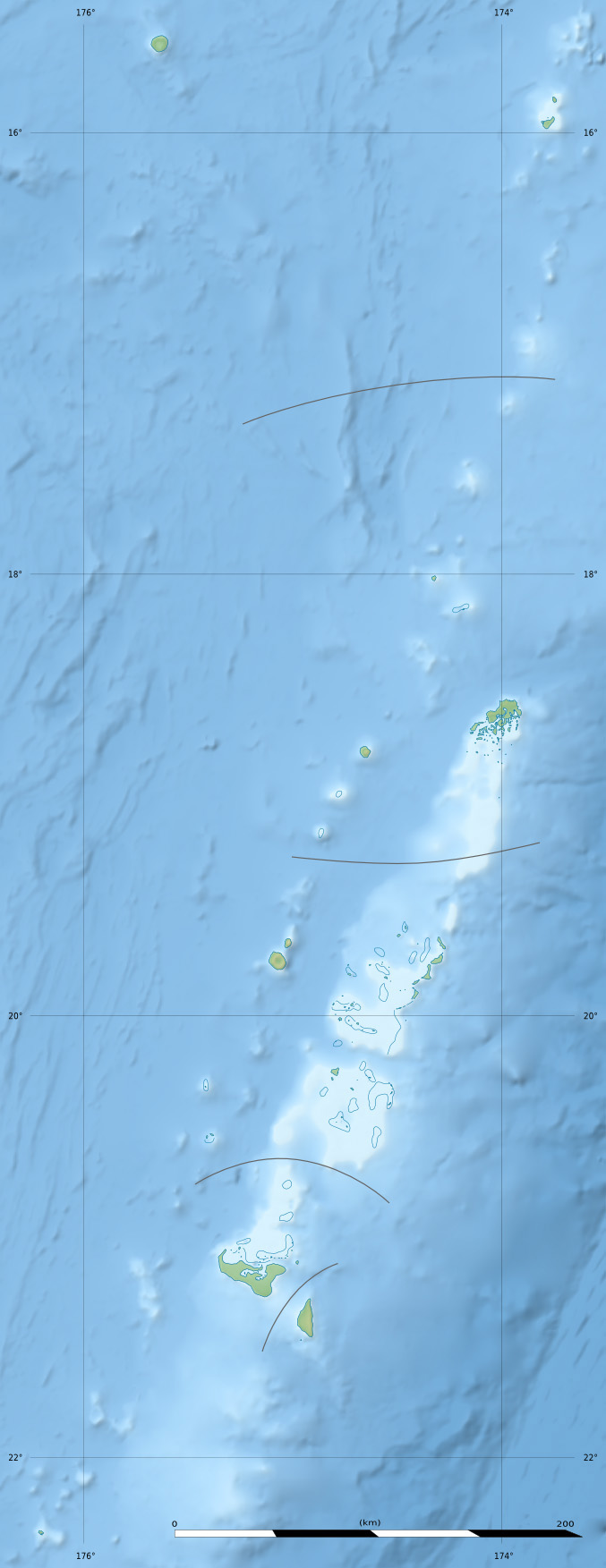

پایتخت تونگا جزیره‌ای است در جنوب اقیانوس آرام. 
نوکوآلوفا یک بندر طبیعی است و بندعمده ی تونگا می‌باشد. 
این شهر بندری یک مرکز دانشگاهی در جنوب اقیانوس آرام است. 
فعالیتهای عمده اقتصادی این شهر شامل عمل آوری نارگیل. 
توریسم ویک فرودگاه بین‌المللی است. 
جمعیت 40000 نفر